# Villa Ross

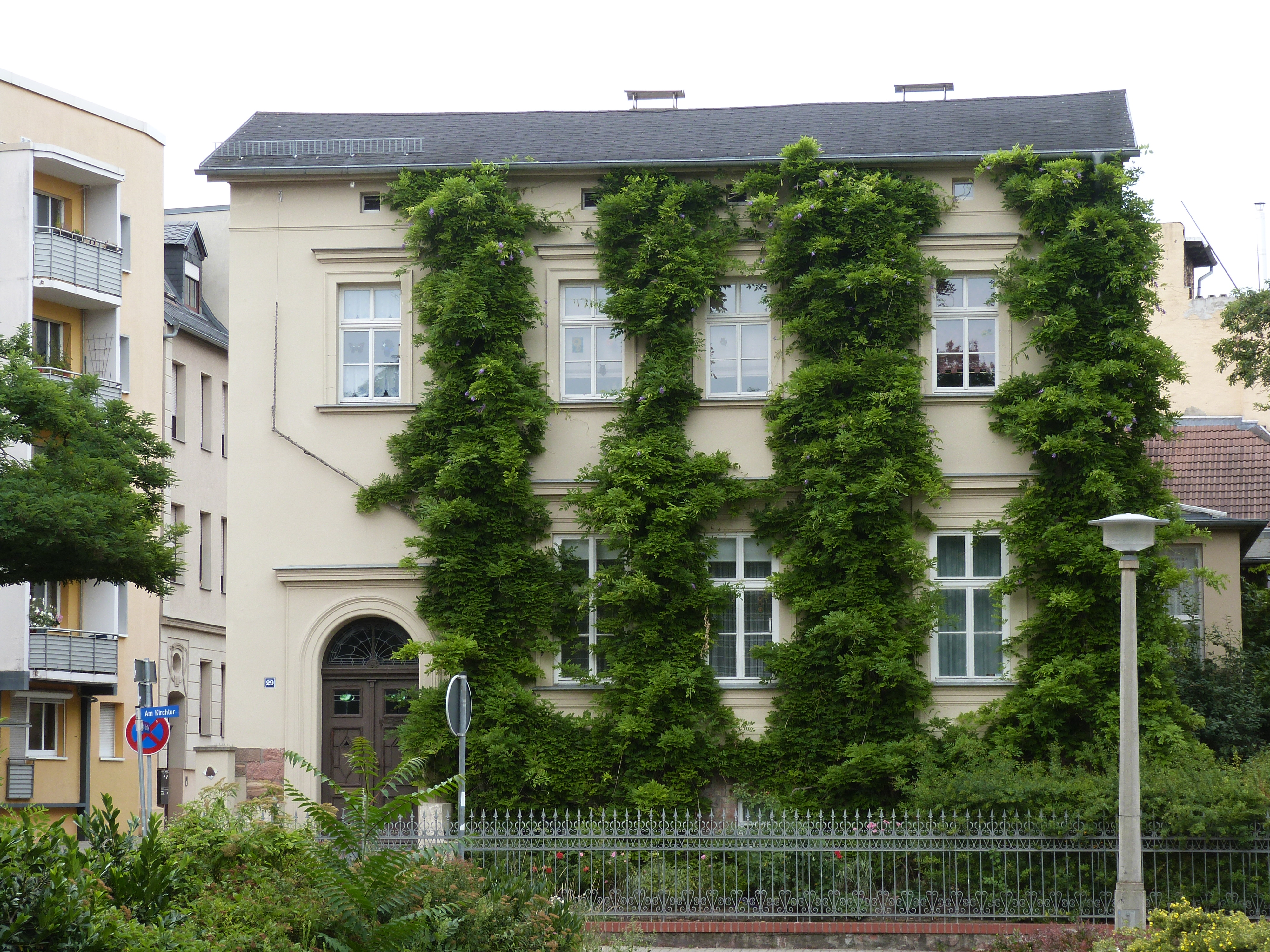
Westseite der Villa mit Eingang, Juni 2016

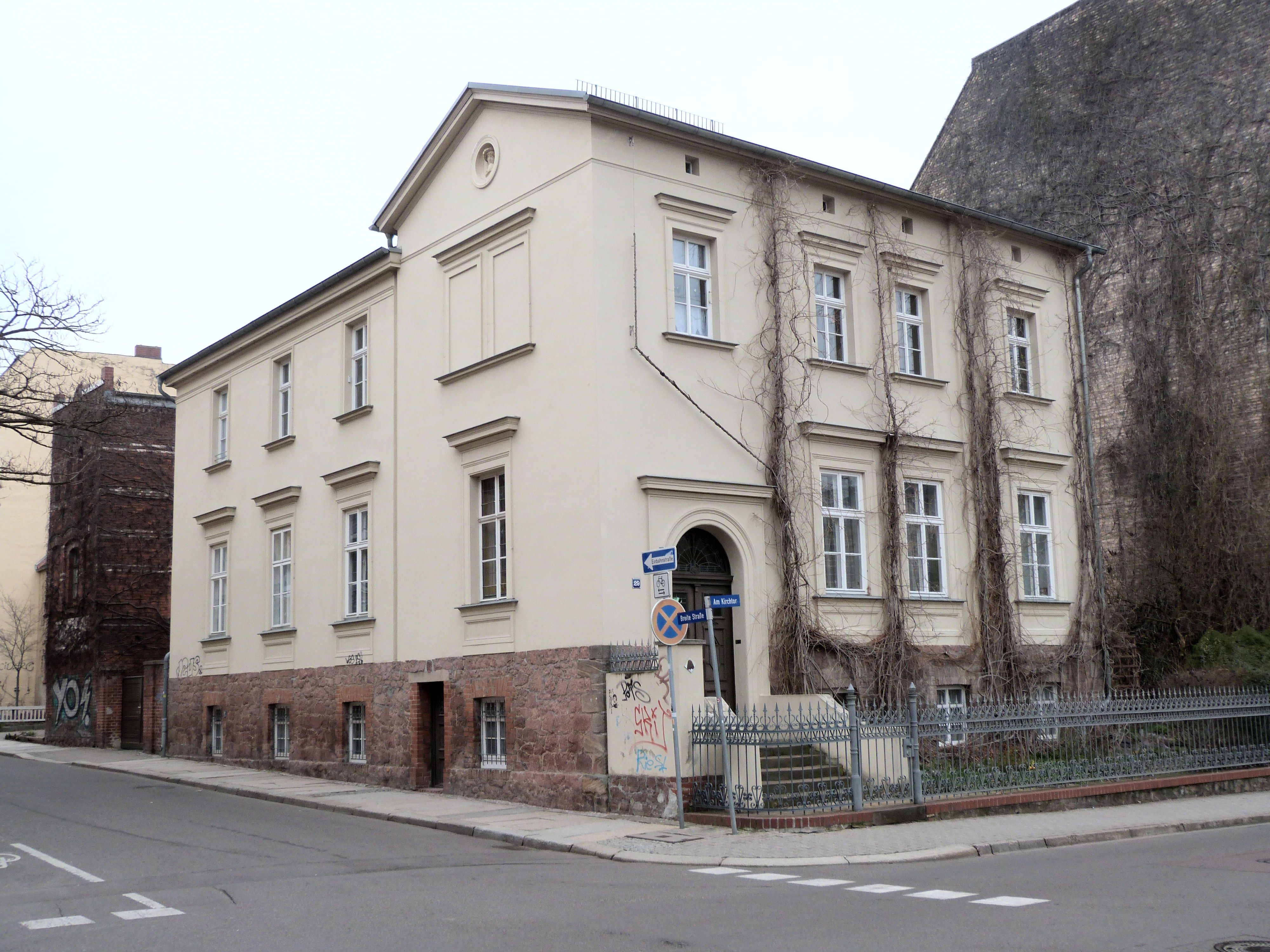
Ansicht von Nordwesten, März 2016

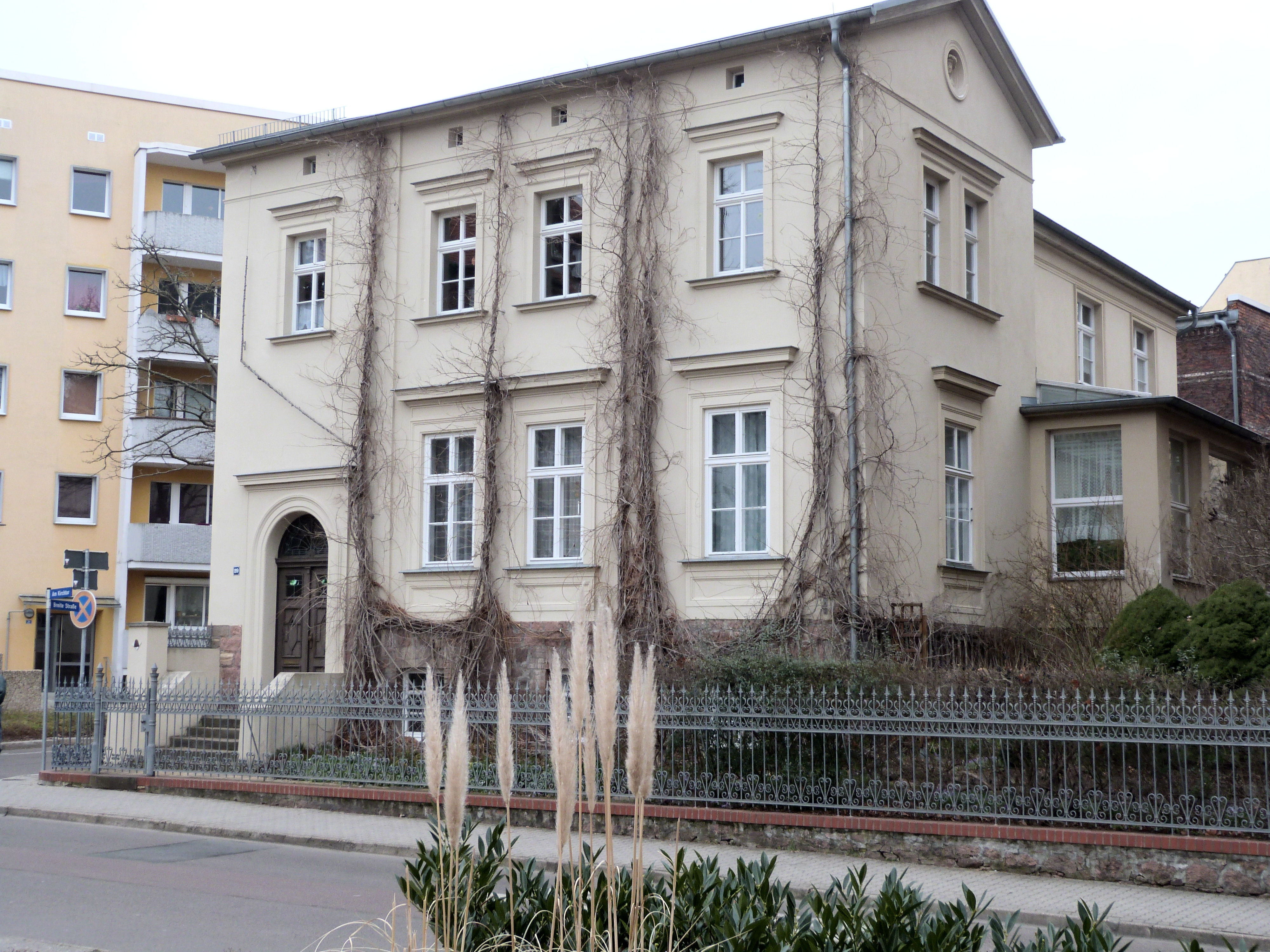
Ansicht von Südwesten, März 2016

Die Villa Ross, auch Villa Roß, ist eine 1853/1854 in Halle (Saale) erbaute denkmalgeschützte spätklassizistische Villa, die sich innerhalb der nördlichen Innenstadt Halles, Am Kirchtor 29, befindet und eines der wichtigsten Zeugnis für den frühen halleschen Villenbau darstellt. Im Denkmalverzeichnis der Stadt Halle ist die Villa unter der Erfassungsnummer 094 04555 verzeichnet.

## Lage
Die Villa befindet sich im Neumarktviertel, nördlich der alten halleschen Stadtbegrenzung. Die Vorstadt Neumarkt wurde 1817 eingemeindet und war zum Zeitpunkt des Hausbaus noch sehr ländlich geprägt. Dies, aber auch die Nähe zum Botanischen Garten und zur Moritzburg machte sie als Wohngegend für begüterte Schichten attraktiv. Die Villa wurde auf einem Eckgrundstück, das im Schnittpunkt der Großen Wallstraße und der Breiten Straße liegt, erbaut. Erst 1855 erhielt die Straße, die die Breite Straße in westlicher Richtung fortsetzt, nach dem hier gelegenen Kirchtor der Laurentiuskirche die Bezeichnung „Am Kirchtor“. Ab diesem Zeitpunkt war die offizielle Adresse zunächst Am Kirchtor 1. Im Jahre 1893 erfolgte eine Neunummerierung und die Villa erhielt die Nummer 29.

## Geschichte
Der Bauherr der Villa ist der im Jahr 1806 auf dem väterlichen Landsitz Altekoppel in Bornhöved (Holstein) geborene Archäologie-Professor und Philologe Ludwig Ross. Nach über 13 Jahren Tätigkeit als Archäologe in Griechenland erhielt Ludwig Ross im Jahre 1845 durch Fürsprache von Alexander von Humboldt  den Lehrstuhl für Archäologie an der halleschen Universität. Nachdem er mehrere Jahre zur Miete gewohnt hatte, konnte er sich ab dem Jahre 1853 einen eigenen Hausstand leisten und baute sich ein ländlich-idyllisches Haus unweit der Laurentiuskirche im Neumarktviertel.
Als Architekt konnte er den 1813 in Wanzleben geborenen Stadtbaumeister Hermann Weise gewinnen, der diese Stelle von 1845 bis 1857 innehatte. Die Villa Ross entstand zwischen 1853 und 1854. Die Zeichnungen für die zu erbauende Villa hatte Hermann Weise selber zu Papier gebracht und wurden dem Stadtbauamt am 17. August 1853 überbracht. Am 30. September 1854 wurde die ordnungsgemäße Fertigstellung vermerkt.
Nur noch 5 Jahre konnte Ludwig Ross in seinem neuen Haus verbringen. Seit 1840 unheilbar an einem Rückenmarksleiden erkrankt, nahm er sich im Jahr 1859 das Leben. Ein Jahr später verkaufte die Witwe Emma Ross, geb. Schwetschke, das Wohnhaus, das in den Folgejahren mehrmals die Besitzer wechselte. Es erfolgten Umbauten, sowohl am Haus selbst wie auch in der Anordnung der Zimmer. Durch die Teilung Deutschlands wurde auch die bestehende Erbengemeinschaft getrennt.
Nach dem Tod des in der DDR verbliebenen Teilerben blieb die Villa in der Verwaltung staatlicher Behörden und verfiel zusehends, so dass ein Abriss drohte. Durch Privatengagement konnte dies verhindert werden. Die Villa ist seit 1990 wieder im Besitz der Nachkommen des letzten Eigentümers, eines Malermeisters. Eine anschließende Restaurierung erfolgte, so dass die Villa heute, trotz Veränderungen im Baukörper, wieder im alten Glanz erstrahlt.

## Architektur  und Ausstattung
Bei der Villa handelt es sich um einen zweigeschossigen klassizistisch inspirierten Putzbau auf unregelmäßigem Grundriss mit einem an der Nordseite gelegenen, nach Osten abgehenden zweigeschossigen Seitenflügel. Ursprünglich existierte hier jedoch nur ein Mezzanin mit flachem Satteldach und einem schmalen Kranzgesims. Der Architekt Hermann Weise wandte hier die Schinkelsche Villentheorie an, nach der verschieden hohe Baukörper, die zueinander in Beziehung stehen, einen malerisch-zufälligen Eindruck entstehen lassen sollen. Dieser Villenstil war in den 1850er Jahren vor allem im Berliner Raum anzutreffen. Im Jahre 1871 stockte die Besitzerin Auguste Schaaf den Seitenflügel jedoch um ein Stockwerk auf, wodurch die beabsichtigte Bauidee verloren ging. An der Villa ist kein aufwendiger Bauschmuck anzutreffen, wodurch sie einen leichten, fast heiteren Eindruck vermittelt. Auf die unterschiedliche Wertigkeit der Etagen wird durch unterschiedliche Profilierung der Fensterbekrönungen verwiesen.
Im Innern findet man jedoch keine versetzten Etagen und die Erschließung der einzelnen Räume ist nicht als klassizistisch-modern zu bezeichnen; vielmehr herrschen hier die im Barock und Rokoko beliebten Türfluchten, die so genannten Enfiladen vor. Im Treppenhaus sind Malereien von 1915 zu finden.
Die schlicht, aber vornehm gestaltete ehemals vorstädtische Villa Ross ist insofern einzigartig in der halleschen Villenbaukunst als dass sie die Verbundenheit zwischen Berlin und Halle zur Mitte des 19. Jahrhunderts herstellt und zur ältesten, vor der gründerzeitlichen Stadterweiterung entstandenen Bebauung nördlich der Altstadt gehört.